# Чемпионат мира по шоссейным велогонкам 1961
Чемпионат мира по шоссейным велогонкам 1961 года проходил 2-3 сентября в Берне (Швейцария).

## Призёры
| Велогонка     | Золото                    | Золото   | Серебро                       | Серебро     | Бронза                   | Бронза      |
| ------------- | ------------------------- | -------- | ----------------------------- | ----------- | ------------------------ | ----------- |
| Мужчины       |                           |          |                               |             |                          |             |
| Профессионалы | Рик Ван Лой · Бельгия     | 7ч46’35" | Нино Дефилиппис · Италия      | то же время | Раймон Пулидор · Франция | то же время |
| Любители      | Жан Журден · Франция      | 4ч49’54" | Анри Белена · Франция         | то же время | Жак Жестро · Франция     | +0’22"      |
| Женщины       |                           |          |                               |             |                          |             |
|               | Ивонна Рейндерс · Бельгия |          | Берил Бёртон · Великобритания |             | Эльзи Якобс · Люксембург |             |